# Calle de Jesús y María
La calle de Jesús y María es una vía pública de la ciudad española de Madrid, situada en el barrio de Embajadores, distrito Centro.

## Descripción
La vía discurre desde la plaza de Tirso de Molina hasta llegar a la calle de Lavapiés, donde conecta con la de San Carlos. El título, que ya ostentaba tanto en el plano de Texeira como en el de Espinosa, se debe a un santuario de esa advocación que había en el lugar. Aparece descrita en Las calles de Madrid (1889) de Hilario Peñasco de la Puente y Carlos Cambronero con las siguientes palabras:

Jesús y María. Desde la plaza del Progreso á la calle de Lavapiés. Aparece con el mismo nombre en los planos de Texeira y de Espinosa. Tradición.—Llámase esta calle de Jesús y María porque en ella estuvo el santuario de Jesús y María, propio de una hermandad que había en el convento de San Francisco. Se conservan antecedentes de construcciones particulares desde 1751.
(Peñasco de la Puente y Cambronero, 1889, p. 277)